# Mucor oblongiellipticus
Mucor oblongiellipticus är en svampart som beskrevs av H. Nagan., Hirahara & Seshita ex Pidopl. & Milko 1971. Mucor oblongiellipticus ingår i släktet Mucor och familjen Mucoraceae.   Inga underarter finns listade i Catalogue of Life.